# Kæruld
Kæruld (Eriophorum) er en planteslægt med ca. 25 arter, der ligner hinanden meget, og som er udbredt i den tempererede og arktiske del af den nordlige halvkugle nær sure moser. Det er fælles for dem, at avnebørsterne på frøene forlænges og bliver uldagtige. Her omtales kun arter, der kan findes i Danmark.
| Beskrevne arter |

- Bredbladet kæruld (Eriophorum latifolium)
- Smalbladet kæruld (Eriophorum angustifolium)
- Tuekæruld (Eriophorum vaginatum)

| Andre arter |

- Eriophorum callitrix
- Eriophorum crinigerum
- Eriophorum russeolum
- Eriophorum scheuchzeri